# Petersberg (Hesse)
Petersberg é um município da Alemanha, situado no distrito de Fulda, no estado de Hesse. Tem 35,51 km² de área, e sua população em 2019 foi estimada em 16.052 habitantes.